# La Escuelita (Bahía Blanca)

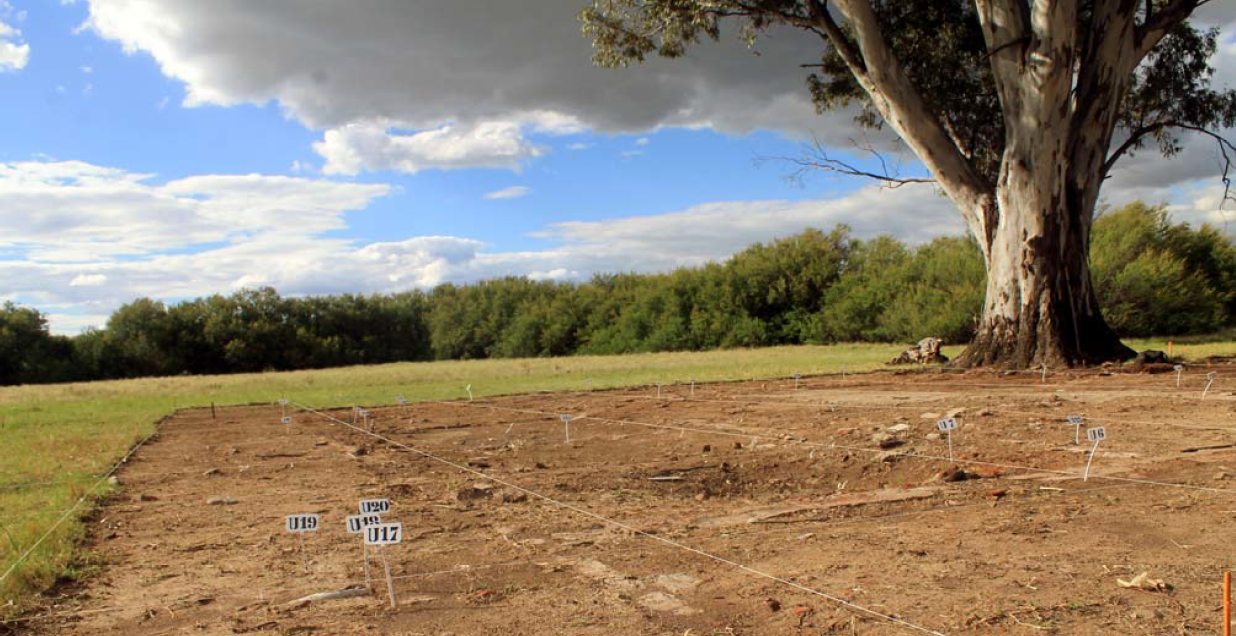
Excavación arqueológica en el ex CCD La Escuelita, 2011

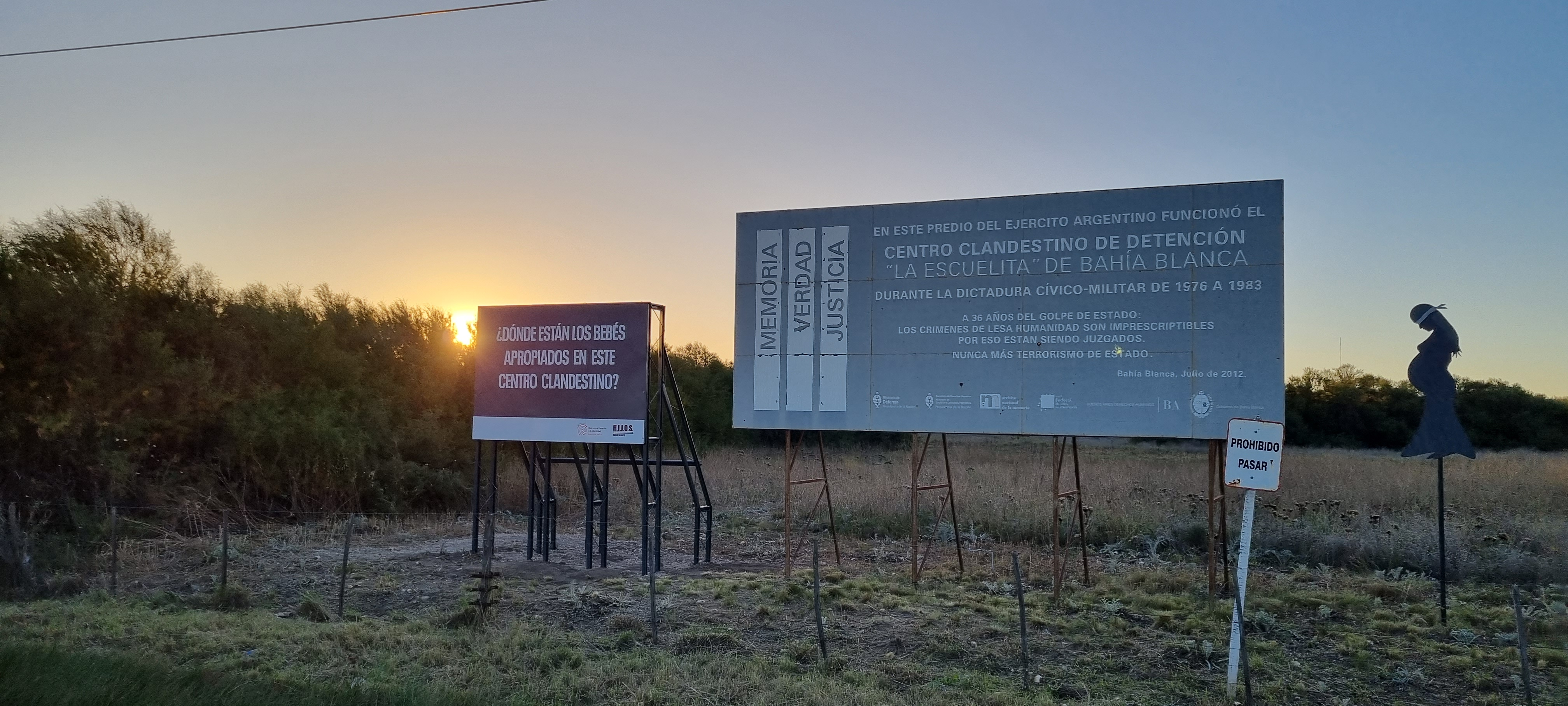
Señalización del CCD que puede verse desde la ruta.

La Escuelita  es el nombre con el que se conoce a un centro clandestino de detención ubicado en el noreste de la ciudad de Bahía Blanca, en el barrio de Villa Floresta, sobre el camino de la Carrindanga (Camino de Cintura), detrás de los cuarteles del V Cuerpo de Ejército. Se trataba de una edificación precaria y ruinosa, de dos habitaciones, que había servido como caballeriza, y fue el principal centro de exterminio del sur bonaerense, por donde pasaron decenas de activistas que terminaron desaparecidos o ejecutados en falsos enfrentamientos. Dejó de funcionar en 1977 y fue demolida a principios de 1979.
En 2011, mientras comenzaba el primer juicio a represores en Bahía Blanca, arqueólogos de la Universidad Nacional del Sur convocados por la Justicia a raíz de una iniciativa de Memoria Abierta lograron ubicar los cimientos del centro clandestino. La investigación permitió dar con un plano de 1944 y comprobar que La Escuelita funcionó a 200 metros de las ruinas que la CONADEP había inspeccionado en 1984, e incluyó el hallazgo de más de 13 000 piezas que estaban bajo tierra, en un pozo basurero y una cisterna, entre ellas jeringas, frascos de calmantes y demás materiales médicos que los militares habrían usado con los secuestrados.

Alicia Mabel Partnoy, una sobreviviente, plasmó sus padecimientos en el centro en un libro titulado precisamente La Escuelita, publicado en Estados Unidos en inglés en 1986 y en español en 2006. El relato de su cautiverio de tres meses y medio constituye el testimonio más completo acerca de la vida dentro del CCD.
El predio se hallaba dentro de la subzona militar 51, siendo sus comandantes: Acdel Vilas (1976), Abel Teodoro Catuzzi (1977-1979) y Raúl José Ortiz (1979-1983). En julio de 2006, el juez federal Alcindo Álvarez Canale dispuso la detención de Santiago Cruciani, alias El Tío, principal interrogador del centro. En febrero de 2010 fueron detenidos nueve suboficiales retirados del Ejército, también acusados de haber sido torturadores allí.

## Descripción
El predio, al que los militares denominaban Sicofe, se encuentra a metros de las vías del Ferrocarril General Roca. Varios sobrevivientes afirmaron haber oído el paso de los trenes, los tiros de práctica del Comando de Ejército y el mugido de vacas.

Constaba de dos habitaciones donde se encontraban las camas cuchetas en las que permanecíamos acostados los prisioneros. Cuando llovía, el agua caía a chorros dentro de las piezas, empapándonos ya que no nos podíamos mover. El piso de esas habitaciones era de madera, con huecos y roturas; las paredes amarillentas y las ventanas, altas y con rejas coloniales tenían postigos verde oscuro. Siempre espiando por debajo de la venda podía ver desde mi cama la inscripción A.A.A. en la pared de una de las. piezas; había un pizarrón en la pared opuesta. En el medio de esas habitaciones había un balcón con piso de baldosas, donde se instalaba un guardia a controlar que no nos moviéramos ni habláramos. También había allí una cama con un prisionero. Una reja clausuraba esa parte de la casa. Luego de un pasillo, venía la habitación de los guardias. La cocina y el baño (adonde a veces nos duchábamos). Se atravesaba una puerta para salir al patio, donde estaba la "sala de tortura", la letrina adonde nos llevaban a hacer nuestras necesidades y un aljibe que utilizaban para torturar colgando a las personas durante horas con el cuerpo sumergido allí. También había una casilla rodante donde dormían los guardias Luego agregaron una o dos casillas más para otros detenidos-desaparecidos.
Testimonio de Alicia Partnoy

## Funcionamiento

### Personal
La guardia estaba compuesta en su mayor parte por personal de Gendarmería Nacional. Había dos turnos bimensuales de doce guardias cada uno, que, con algunas variaciones debidas a sus cambios de destino, custodiaban a los detenidos-desaparecidos por intervalos de dos meses. Había dos jefes de turno (aparentemente oficiales) permanentes que controlaban día por medio el CCD y tomaban parte tanto de los secuestros como de los interrogatorios bajo tortura y traslados.

### Condiciones de vida
El centro clandestino albergaba en cualquier momento a un promedio de quince personas en condiciones infrahumanas, donde la incertidumbre de su destino final y el temor permanente a la muerte se combinaban con el maltrato permanente y las carencias más elementales.
Los secuestrados eran obligados a estar acostados, a veces inmóviles o boca abajo durante larga horas, con los ojos permanentemente vendados y muñecas atadas (los hombres generalmente estaban esposados). Disponiendo de una sucia manta cuando la temperatura alcanzaba varios grados bajo cero, también se les forzaba a cubrirse con la misma durante el verano. En oportunidades, algunos guardias no ajustaban las vendas y, cuando se caían, encontraban una excusa para aplicar tormentos físicos a los prisioneros por no avisar que se encontraban flojas. En ocasiones, solo tenían permitido ir al baño una sola vez al día y luego de muchas horas de espera, aunque algunos detenidos evitaban ir debido a los abusos.

## Bebés nacidos en cautiverio
Se tiene constancia de al menos dos mujeres embarazadas que dieron a luz en el centro. Ambas están desaparecidas.
- Graciela Izurieta, secuestrada con su pareja Ricardo Alberto Garralda de su domicilio en calle 11 de Abril al 300, en Bahía Blanca, el 23 de julio de 1976. Permaneció en cautiverio hasta el nacimiento de su hijo o hija, que se habría producido a mediados de febrero de 1977.[12]
- Graciela Alicia Romero de Metz, secuestrada el 16 de diciembre de 1976, junto a su marido Raúl Metz, en Cutral Có. El 17 de abril de 1977 dio a luz a un varón, sin asistencia médica pero normalmente, en una casa rodante en el CCD. Fue retirada el 23 de abril y, según los guardias, su hijo fue entregado a uno de los interrogadores.[13]El 7 de julio de 2025, la asociación civil Abuelas de Playa de Mayo, informó que el hijo de la pareja fue identificado, convirtiéndose en el nieto número 140 restituido hasta ese momento.[14]